# Ciburuy (Cigombong)
Ciburuy is een bestuurslaag in het regentschap Bogor van de provincie West-Java, Indonesië. Ciburuy telt 11.765 inwoners (volkstelling 2010).